# Киленин, Николай Иванович
Киленин Николай Иванович (около 1745—1788) — офицер Российского императорского флота, участник русско-турецкой войны (1768—1774) годов, Первой Архипелагской экспедиции, Хиосского и Чесменского сражений, русско-турецкой войны (1787—1791) годов. Георгиевский кавалер, капитан 2 ранга.

## Биография
Родился около 1745 года в семье помещика Буйского уезда Костромской провинции. Происходил из дворян Килениных Костромской губернии.
14 февраля 1764 года поступил кадетом в Морской шляхетный кадетский корпус. 4 мая 1767 года произведён в гардемарины. В 1768 году, во время корабельной практики, совершил переход из Архангельска в Кронштадт. 3 июня 1769 года произведён в мичманы.

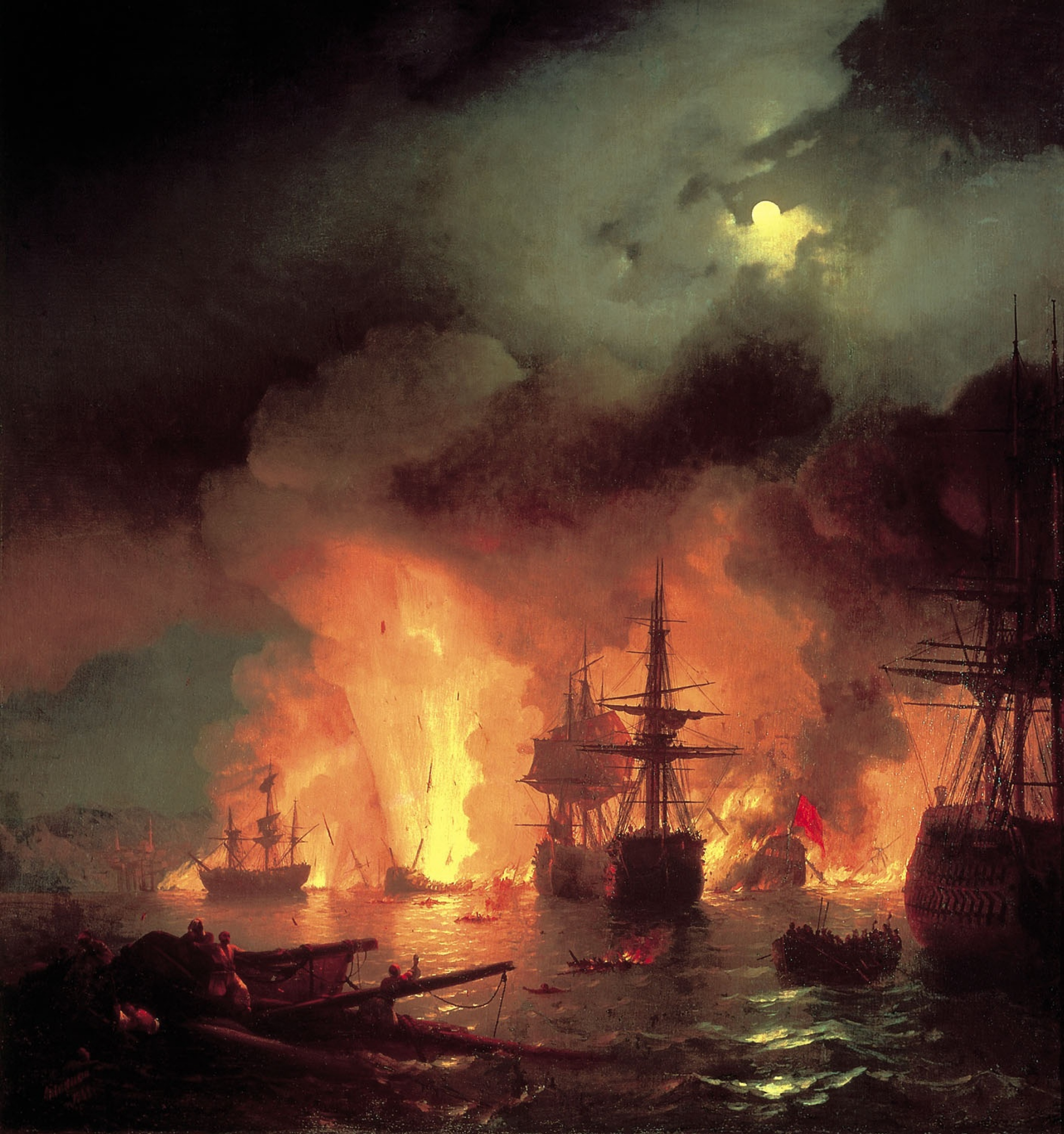
И. Айвазовский. «Чесменский бой». 1848

Принимал участие в русско-турецкой войне 1768—1774 годов. Участник Первой Архипелагской экспедиции. На линейном корабле «Трёх Святителей (линейный корабль, 1766)|Трёх Святителей», в составе эскадры адмирала Г. А. Спиридова, перешёл из Кронштадта в Архипелаг. 24 июня 1770 года на том же корабле участвовал в Хиосском сражении, 24—26 июня — в Чесменском сражении. Был назначен командиром трекатра, крейсировал у о. Тассо. С 1771 года крейсировал в Архипелаге, ходил к Константинополю. 21 апреля 1773 года произведён в лейтенанты. 6 августа 1773 года участвовал в десантных высадках при атаке на крепость острова Станчио (сейчас Кос). В 1775 году на фрегате «Наталия» вернулся из Архипелага в Кронштадт. В 1776 году на фрегате «Северный орёл» вновь перешёл из Кронштадта в Архипелаг. В 1777—1779 годах на том же фрегате плавал в Архипелаге и в Средиземном море, а затем вернулся из Ливорно в Кронштадт. 26 ноября 1779 года «за совершение 18 кампаний в офицерских чинах» награждён орденом Святого Георгия 4 класса (№ 310).
1 января 1781 года произведён в капитан-лейтенанты. В 1781 и 1782 годах на корабле «Европа», в составе эскадры контр-адмирала Я. Ф. Сухотина, плавал от Кронштадта до Ливорно и обратно. В 1783 году был командирован в Херсон для службы на судах Черноморского флота. Принимал участие в операции по осаде крепости Очаков в Днепро-Бугском лимане в ходе русско-турецкой войны 1787—1791 годов. Во время морского сражения с турками 17-18 июня 1788 года капитан-лейтенант Киленин был несколько раз ранен. В 1788 году был произведён в капитаны 2 ранга, командовал Лиманской флотилией, уничтожил под Очаковым 10 турецких гребных судов, захватил турецкий адмиральский флаг. В октябре суда Лиманской флотилии Киленина и Севастопольской эскадры контр-адмирала Н. С. Мордвинова заперли вражескую флотилию в Лимане и 9 октября 1788 года нанесли ей последнее сокрушительное поражение у острова Березань. В этом сражении Киленин был убит неприятельским пушечным ядром.